# Liste des réserves de biosphère en Europe
Cet article recense les réserves de biosphère en Europe.

## Liste
- Albanie
- Allemagne
- Autriche
- Biélorussie
- Bulgarie
- Croatie
- Danemark
- Espagne
- Estonie
- Finlande
- France
- Grèce
- Hongrie
- Irlande
- Italie
- Lettonie
- Lituanie
- Macédoine du Nord
- Monténégro
- Pays-Bas
- Pologne
- Portugal
- Roumanie
- Royaume-Uni
- Russie
- Serbie
- Slovaquie
- Slovénie
- Suède
- Suisse
- Tchéquie
- Ukraine

Les pays suivants ne comptent pas de réserve de biosphère en 2022 : Andorre, Arménie, Azerbaïdjan, Belgique, Bosnie-Herzégovine, Chypre, Géorgie, Islande, Luxembourg, Malte, Moldavie, Monaco, Norvège, Saint-Marin, Turquie, Vatican.